# Zasebno varovanje
Zasebno varnostno podjetje je poslovna družba, ki zasebnim in javnim strankam zagotavlja oborožene in neoborožene varnostne storitve ter strokovno znanje. Ameriški urad za statistiko dela določa podjetja za zasebno varovanje kot podjetja, ki se ukvarjajo predvsem z zagotavljanjem stražarskih in patruljnih storitev, kot so telesni stražar, pasji čuvaj, parkirne službe in varnostniki . Mnogi od njih bodo celo ponujali napredne storitve za posebne operacije, če bo stranka to zahtevala. Primeri storitev, ki jih ponujajo ta podjetja, vključujejo preprečevanje nedovoljene dejavnosti ali vstopa, regulacijo prometa, nadzor dostopa ter preprečevanje in odkrivanje požarov in tatvin. Te storitve lahko na splošno opišemo kot zaščito osebja in / ali premoženja. Vključene so tudi druge varnostne službe, kot so potovalne patrulje, telesni stražar in vodnik psov, vendar so zelo majhen del industrije.  Industrija zasebnega varovanja hitro raste, trenutno je v ZDA 2 milijona redno zaposlenih v varnostnih službah, do leta 2020 pa naj bi se to število povečalo za 21%.  Varnostna industrija bo postala 100 milijard ameriških dolarjev letno, načrtovana rast pa bo 200 milijard do leta 2010. 
Združene države so največji svetovni potrošnik zasebnih vojaških in varnostnih storitev, zasebna varnostna industrija v ZDA pa je leta 2010 začela močno povečevati povpraševanje.  Od takrat je ameriška varnostna industrija že narasla na 350 milijard dolarjev vrednega trga. 

## Splošni pogoji
Zaposleni v zasebno varnostnih podjetjih se na splošno imenujejo " varnostniki " , odvisno od zakonodaje države ali države, v kateri delujejo. Sama varnostna podjetja včasih imenujejo "izvajalci varovanja", vendar to ni pogosto zaradi zmede z zasebnimi vojaškimi izvajalci, ki delujejo pod drugim okriljem.

## Poglej tudi
- Telesni stražar
- Računalniška varnost
- Zasebno vojaško podjetje, ponudnik specializiranih storitev in strokovnega znanja v zvezi z vojaškimi in podobnimi dejavnostmi. Zasebna vojaška podjetja se včasih imenujejo varnostna podjetja zaradi negativne povezanosti z izrazom zasebno vojaško podjetje zaradi akcij Blackwatera v Iraku .
- Seznam zasebno varovanje podjetja
- Varnostnik
- Fizična varnost
- Zasebna policija
- Industrija zasebnega varovanja v Južni Afriki